# Limnophora boninensis
Limnophora boninensis este o specie de muște din genul Limnophora, familia Muscidae, descrisă de John Otterbein Snyder în anul 1965. Conform Catalogue of Life specia Limnophora boninensis nu are subspecii cunoscute.